# Gajna
Gajna (również Wężowa Góra, niem. Haimbrek Berg) – wzgórze w polskiej części Gór Opawskich, w Sudetach Wschodnich, o wysokości 363 m n.p.m. Położone na obszarze Lasu Trzebińskiego, w masywie Lipowca, 3,5 km na południowy wschód od Trzebiny i 7 km od Prudnika. Należy do Korony Parku Krajobrazowego Góry Opawskie.

## Nazwa
Gajna zwana jest również Wężową Górą, prawdopodobnie od podłużnego i wijącego się grzbietu wzniesienia. Niemiecką nazwą góry było Haimbrek Berg. Na mapach topograficznych okresu PRL-u wzgórze występowała wyłącznie jako Wężowa Góra. Nazwę Gajna spopularyzował przewodnik turystyczny po Górach Opawskich autorstwa Marka Sitki.

## Geografia
Punkt kulminacyjny góry znajduje się na wysokości 363 m n.p.m. i 22 m nad przełęczą oddzielającą Gajnę od Lipowca. Grzbiet wzniesienia jest stosunkowo długi. Na wschodzie Gajny znajdują się unikatowe w regionie naturalne, najdalej na wschód wysunięte odsłonięcia skalne w całych Sudetach. Przez las pod Gajną przepływa Krzyżkowicki Potok.

## Historia
Zachodnim stokiem biegł trakt handlowy Wrocław–Ołomuniec. Na Gajnie funkcjonowały niewielkie kamieniołomy. Góra miała charakter trójgraniczny, schodziły się tu terytoria Trzebiny, Hlinki oraz lasu od strony Krzyżkowic należącego do Prudnika. Na szczycie znajdowała się drewniana wieża triangulacyjna. Podczas walk w rejonie Prudnika w marcu 1945 Niemcy zbudowali na Gajnie linię obronną skierowaną przed atakiem od strony Trzebiny i Lipowca, szczególnie dobrze zachowały się transzeje w zachodniej części góry.
W latach 50. XX wieku we wschodniej części Gajny doszło do korekty granicy polsko-czechosłowackiej. Zlikwidowano wówczas czechosłowacki klin ziemi, który wcinał się w polskie terytorium. W 2016 na wschodnim stoku wzniesienia znaleziono Kamień Graniczny Królewskiego Miasta Prudnika.